# Seraph of the End
Seraph of the End, även känd som Owari no Seraph (終わりのセラフ Owari no serafu?), är en shōnen-manga som skrivs av Takaya Kagami och tecknas av Yamato Yamamoto, och ges ut av Shueisha i Jump Square sedan den 3 september 2012.
En anime-adaption som produceras på Wit Studio, med regi av Daisuke Tokudo, manus av Hiroshi Seko och musik av bland annat Hiroyuki Sawano, började sändas på japansk TV den 4 april 2014.

## Handling
År 2012 släpps ett artificiellt virus ut i världen, och drabbar människor som är över 13 år gamla. I samband med detta drar sig vampyrer ut från sina gömställen, tar över jorden, och tar med sig överlevande barn till underjorden. De är i säkerhet men står under vampyrerna; priset som de måste betala för att skyddas är bloddonation.
Fyra år senare planerar de två tolvåringarna Yūichirō och Mikaela tillsammans med de övriga barnen i Hyakuya-barnhemmet att fly, men när de försöker fullfölja planen blir de upptäckta; de yngre barnen blir dödade, medan Mikaela offrar sig själv för att låta Yūichirō komma undan. Han tar sig upp till ytan, där han möter en mänsklig organisation som kämpar mot vampyrernas välde. Ytterligare fyra år senare viger Yūichirō, som nu är sexton år gammal, sitt liv åt att förgöra vampyrer och hämnas barnhemsbarnens död. Vid samma tidpunkt, visar det sig också att hans barndomsvän Mikaela, som Yūichirō tror är död, fortfarande lever - och är en vampyr, som Yūichirō svurit att utplåna.